# Рейскарт, Карл Давыдович
Карл Давыдович Рейскарт (латыш. Kārlis Reiskarts; 15 марта 1896 года, Мальпильская волость, Рижский уезд, Лифляндская губерния — 1970 год) — латвийский советский партийный и хозяйственный деятель, председатель Бауского райисполкома, Латвийская ССР. Герой Социалистического Труда (1958).
Во время Великой Отечественной войны воевал капитаном административной службы в партизанском отряде на территории Торопецкого района Великолукской области.
В послевоенные годы назначен председателем Бауского райисполкома. Занимался организацией сельскохозяйственного производства в Бауском районе.
Указом Президиума Верховного Совета СССР от 15 февраля 1958 года удостоен звания Героя Социалистического Труда "«за выдающиеся успехи, достигнутые в деле развития сельского хозяйства по производству зерна, картофеля, сахарной свеклы, мяса, молока и других продуктов сельского хозяйства, и внедрение в производство достижений науки и передового опыта» с вручением ордена Ленина и золотой медали Серп и Молот.
Умер в 1970 году.
Награды и звания
- Герой Социалистического Труда
- Орден Ленина
- Медаль «За победу над Германией в Великой Отечественной войне 1941—1945 гг.»
- Медаль «Партизану Отечественной войны» 2 степени (08.02.1944)